# Jeptiška (přítok Štítarského potoka)
Jeptiška je vodní tok, levostranný přítok Štítarského potoka. Pramení severně od vsi Opočnice a severně od Městce Králové se vlévá do Štítarského potoka. V 19. století se v místě soutoku nacházel Štítarský rybník. 

## Popis
Pramení severně od vsi Opočnice v místech, kde se říká V Jezerech. Teče k severu podél silnice na Městec Králové. Když podteče silnici, vlévá se do ní jeden potok zprava. Poté se stáčí na západ a pak na východ. Zde v ohybu přitéká další potok od západu. Na okraji Městce Králové protéká rybníky Jágrova louka, Sportovní a vodní nárží. Pokračuje při východním okraji obce a u hospodářského objektu na severozápadě obce je svedena pod zem. Z té vytéká za železniční tratí Chlumec nad Cidlinou – Křinec a pokračuje k severu. Zde rostou na březích vysoké topoly. Severně od Městce Králové a jihovýchodně od vsi Vinice se vlévá do Štítarského potoka, jako jeho levostranný přítok.

## Galerie

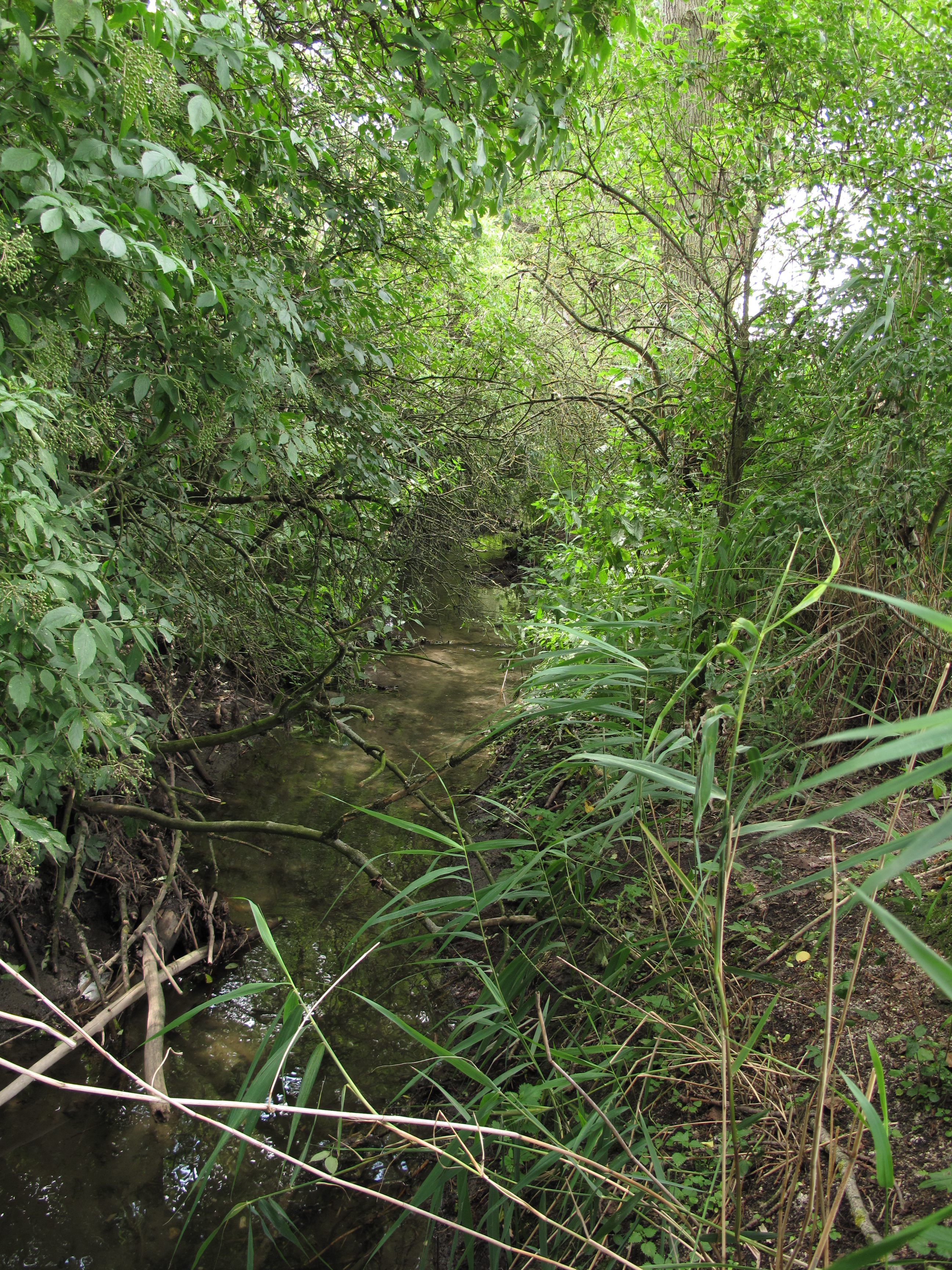
Tok
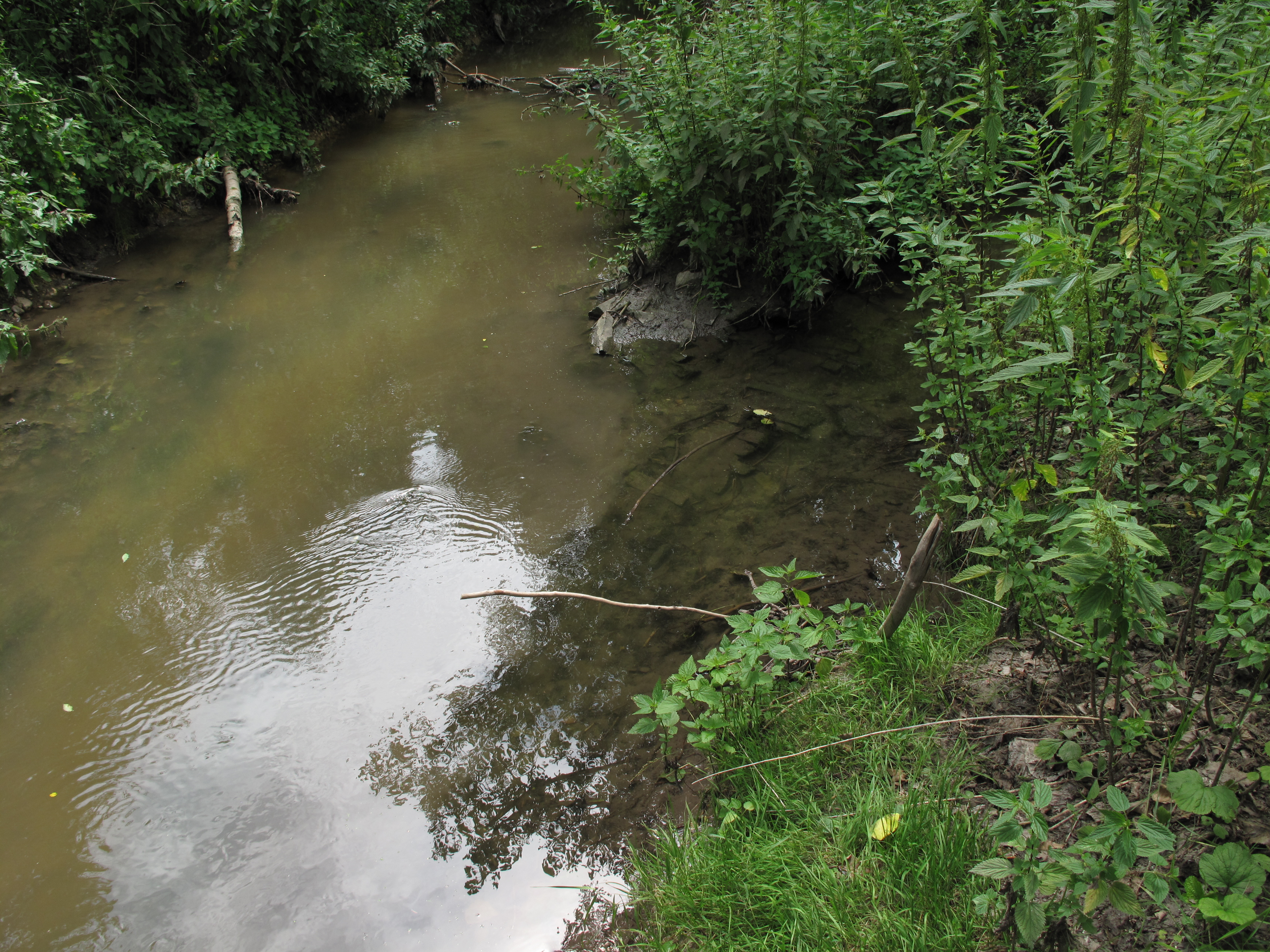
Ústí do Štítarského potoka
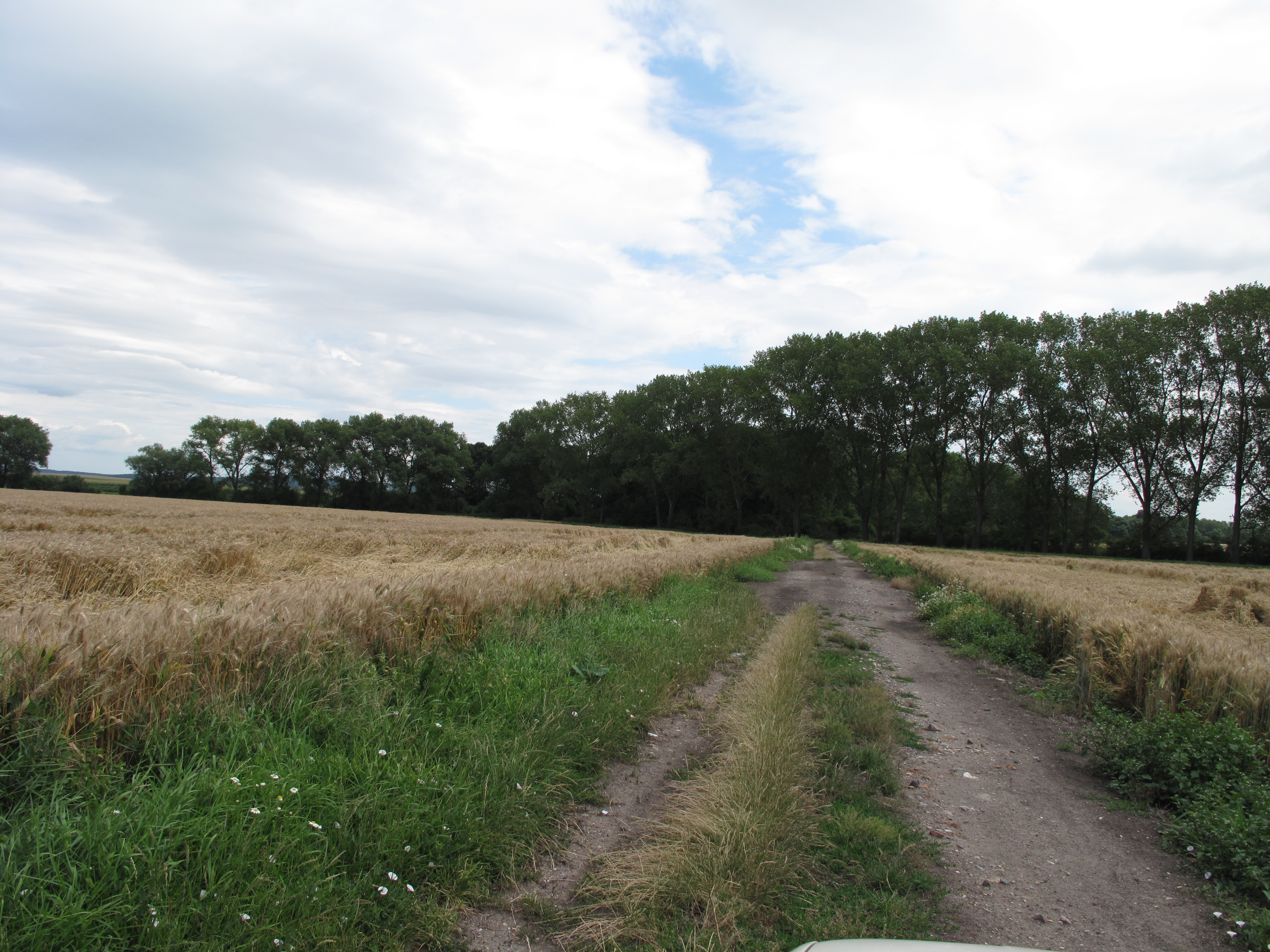
Porost v toku